# Écriture cursive
Pour le groupe musical, voir Cursive (groupe).

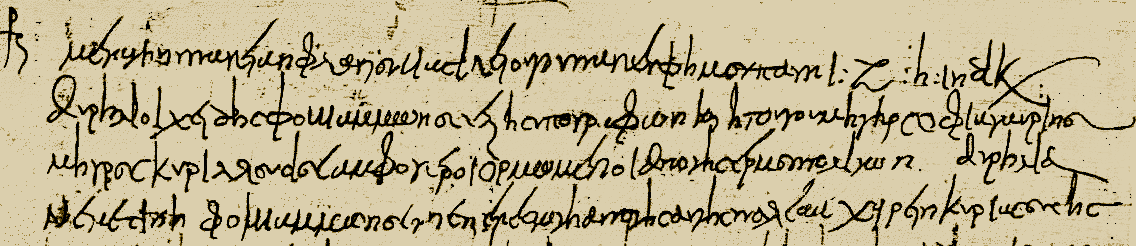
Cursive grecque, VIe siècle.

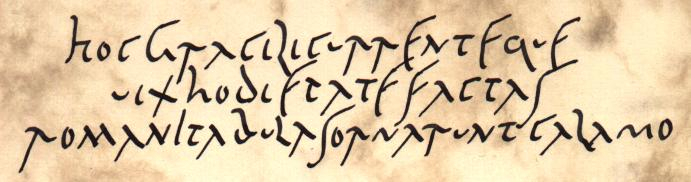
Texte moderne en cursive romaine

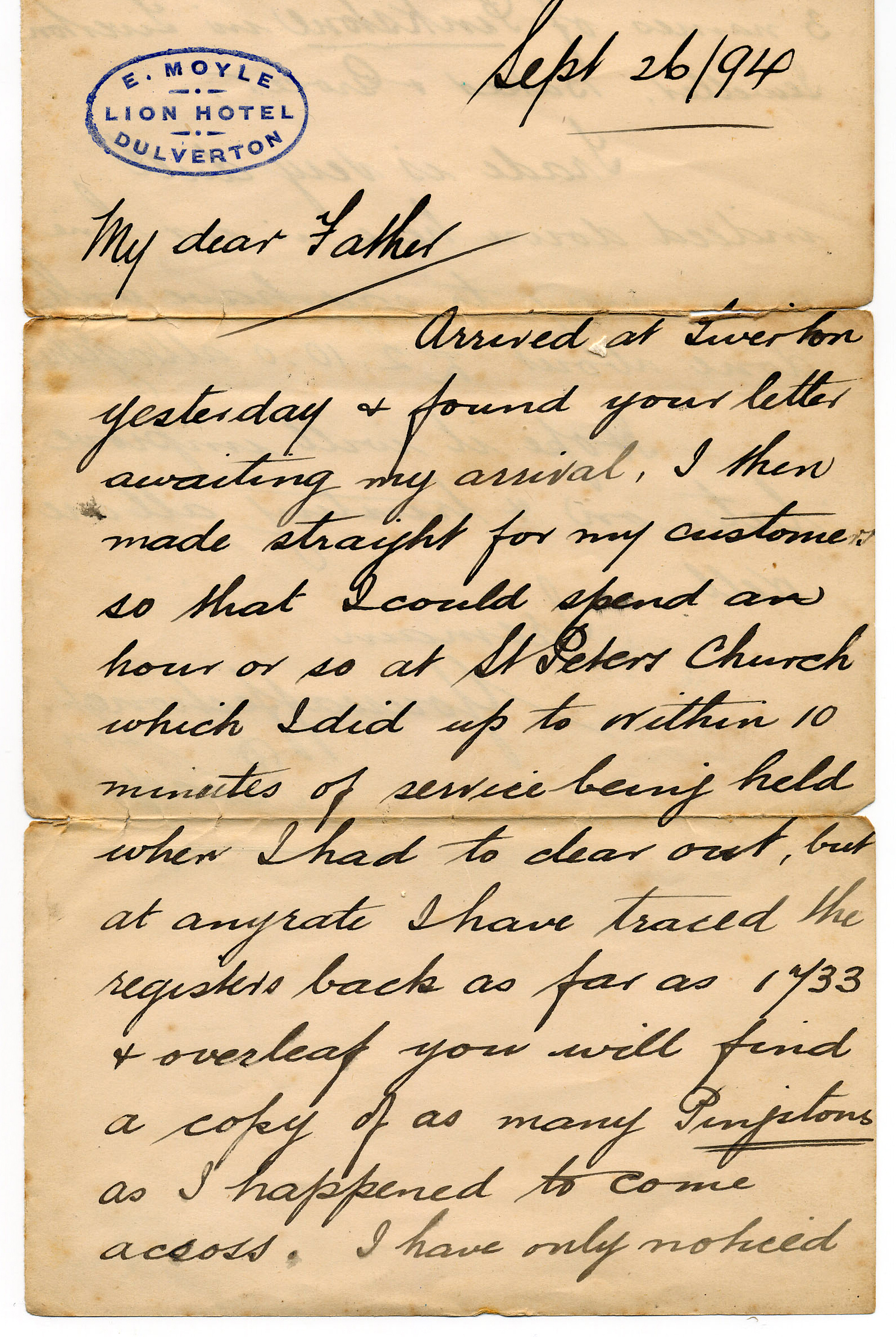
Cursive en anglais, fin XIXe siècle.

Le modèle d’écriture A, un des deux modèles d'écriture cursive réformée en vigueur en France. Ce modèle permet en outre l'accentuation des majuscules, ce qui est plus conforme aux exigences de la langue française.

Lʼécriture cursive est un style d'écriture manuscrite, dans lequel les traits constituant une lettre ou les traits entre deux lettres adjacentes sont liées, avec pour objectif d'aboutir à un tracé rapide d’écritures « officielles ». Les écritures cursives ont largement évolué à travers le temps en fonction du support et de l'outil scripteur (plume, stylo, etc.) utilisés. À la suite d'études montrant une efficacité moindre par rapport à l'écriture scripte, l'écriture latine cursive cesse progressivement d'être enseignée dans de nombreux pays. D'autres, au contraire, choisissent de maintenir son enseignement en la réformant, notamment en remplaçant les anciennes majuscules cursives par des majuscules dérivées de l'écriture scripte ou en supprimant certaines boucles. C'est le cas de la France qui a ainsi introduit les modèles d'écriture scolaire A et B[réf. souhaitée].

## Description
Le terme « cursif » est un adjectif provenant du latin « currere » (« courir »). La rapidité de l’écriture implique une simplification des tracés, des ligatures entre les lettres, et très souvent des abréviations. Par opposition avec l'écriture monumentale, sacrée, officielle, l'écriture cursive est l'écriture du quotidien, du commerce, de la correspondance privée. Avec le temps, elle tend à s'uniformiser dans son principe, mais elle conserve toujours des particularités nationales ou régionales, et aussi individuelles.
En paléographie, l'écriture cursive latine se fixe principalement au cours des années 1380. C’est de cette époque que datent les « l », « h », « b » à boucle. Bien qu’il existe des exemples d’écriture cursive dans les livres avant même le début du XIVe siècle, c’est dans ces années que les formes cursives s'introduisent fortement dans les manuscrits.
Aujourd'hui, l'écriture cursive s’oppose à l'écriture scripte, écriture manuelle qui se base sur un tracé simplifié de caractères typographiques.
L'écriture cursive actuellement pratiquée dans les pays de tradition latine – également appelée « écriture courante » ou « en lettres attachées » – est une émanation des écritures « ronde », « bâtarde », ou « anglaise », dépouillées de leurs pleins et déliés depuis la disparition de l’usage de la plume. En Allemagne, la Sütterlin est une écriture cursive résultant de la simplification de la cursive Kurrent précédente, elle sera enseignée jusqu’en 1941.